# Neocnus
Neocnus is een geslacht van uitgestorven grondluiaards behorend tot de familie Megalocnidae die tijdens het Pleistoceen en Holoceen op de Grote Antillen leefde.

## Fossiele vondsten
Er zijn vijf soorten beschreven. De typesoort Neocnus gliriformis leefde op Cuba, evenals N. major. Op Hispaniola leefden N. comes, N. dousman en N. toupiti. 
De jongste fossielen van Neocnus hebben een ouderdom van circa 5000 jaar. Dit betekent dat Neocnus samenleefde met de eerste inwoners van de Grote Antillen. Vermoed wordt dat bejaging een rol speelde in het uitsterven van Neocnus en de andere Antilliaanse grondluiaards.

## Kenmerken
Neocnus was een relatief kleine luiaard met een lange staart, brede romp, slanke poten en lange klauwen. Het dier leefde grotendeels in de bomen. Net als de andere luiaards was Neocnus een folivoor.